# Santuario della Madonna Addolorata (Cavalese)
Il santuario della Madonna Addolorata è una chiesa di Cavalese che sorge accanto alla pieve di Santa Maria Assunta, della quale è sussidiaria. La prima costruzione, che risaliva al XVI secolo, venne demolita e fu costruito un nuovo tempio che è stato consacrato nel 1830.

## Storia

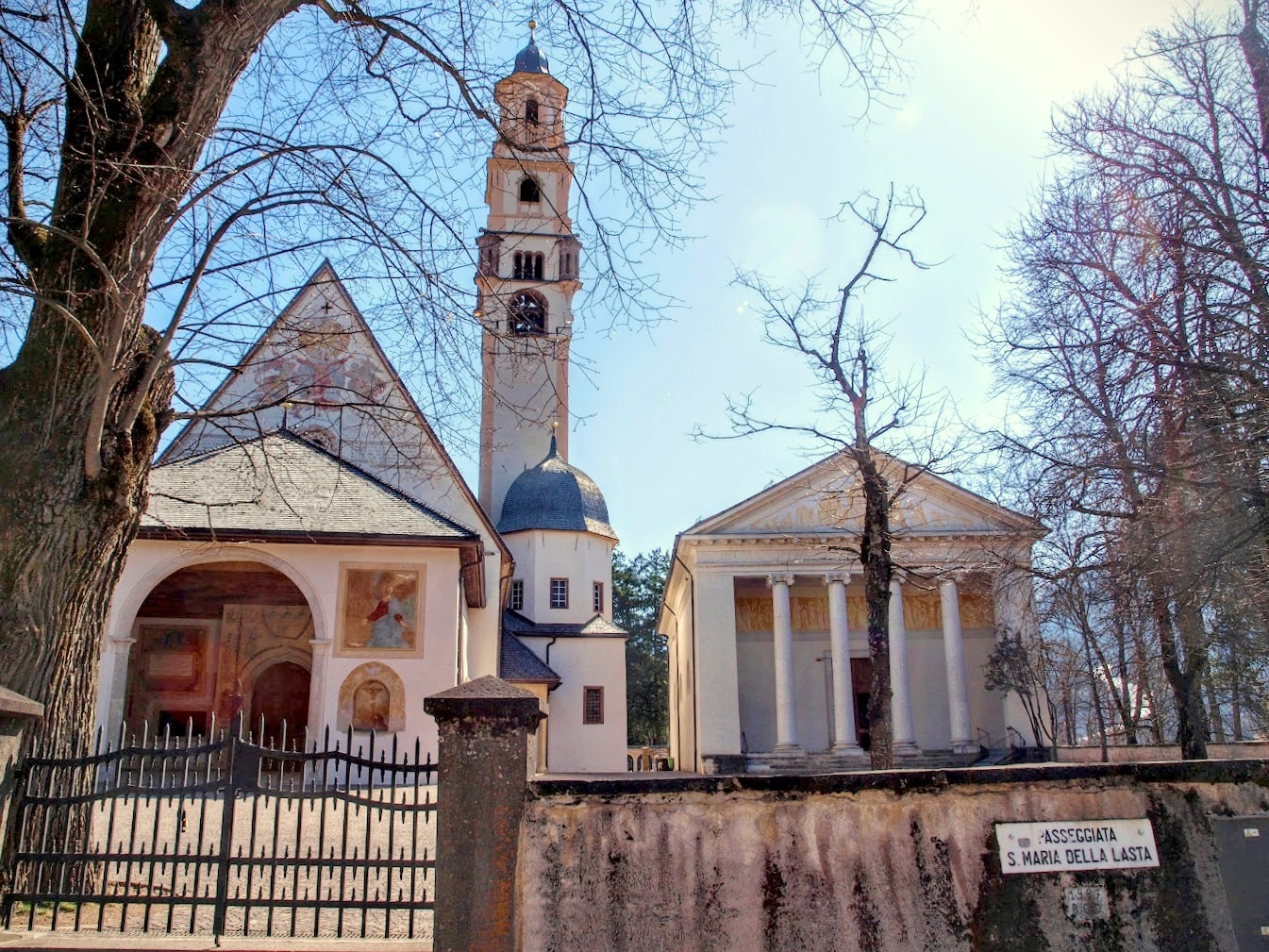
Pieve di Santa Maria Assunta e santuario della Madonna Addolorata

La statua dell’Addolorata era inizialmente esposta nella Pieve di Fiemme a Cavalese. Nel secolo XVI fu costruita nella Pieve la cappella del Rosario e la statua dell’Addolorata fu rimossa dalla sua collocazione, e, non potendo essere distrutta dalle fiamme come era in uso per le statue di legno tolte dai luoghi di culto e destinate alla eliminazione, venne sepolta in terra consacrata nell’area del cimitero accanto alla chiesa. All'esterno della Chiesa di Santa Maria Assunta, pieve di Cavalese, si stendeva, come di consueto, il cimitero ed in esso, sul lato meridionale, il notaio Giacomo Bertelli (Preore 1435 - Cavalese 1506) fece erigere all'inizio Cinquecento una cappella funerari privata a due piani, nella cui cripta nel 1645 venne collocata la quattrocentesca statua della Pietà riscoperta dal sagrestano Vitale de Vitali. La cappella il 21 luglio 1504 fu consacrata a San Michele Arcangelo, a San Giovanni Battista e alla Santa Croce.
La devozione per la sacra immagine si diffuse molto tra la gente, come attesta una memoria del 1673; la cappella prese il nome di Cappella dell’Addolorata e divenne meta di numerosi pellegrinaggi da tutta Fiemme.
La collocazione della Pietà nella cripta della cappella Bertelli era inadeguata e nel 1769 il notaio Francesco Antonio Riccabona (Cavalese 1682-1758) propose che a spese della parrocchia e della Comunità di Fiemme fosse eretto un apposito edificio, ma la proposta non ebbe seguito.
Agli inizi del XIX secolo don Antonio Longo noto artista di Varena, che aveva una particolare devozione per l'Addolorata vincolò un lascito testamentario per un restauro della cappella, così che la statua della Pietà fosse spostata dall'aula inferiore a quella superiore perché ne fosse agevolata la visita e la levada. Ne seguì un accurato esame di fattibilità alla fine del quale si decise di ricostruire l'antico edificio: la parte inferiore venne interrata e la parte superiore abbattuta dall'autunno 1825 in poi. L'autorizzazione da Trento per la demolizione della cappella è del 20 maggio 1824. Il 30 luglio 1825 venne approvato un progetto dell'ing. Giuseppe Pietro dal Bosco (Trento 1798-1880) dal Giudizio distrettuale di Cavalese ed il 7 agosto 1825 dalla Curia di Trento per la costruzione dell'attuale chiesa della Madonna Addolorata.
All'interno del santuario una lapide ricorda che la costruzione del nuovo edificio fu opera dei sacerdoti don Jacopo Degregorio e Antonio Longo.
Il nuovo edificio fu innalzato tra il 1825 ed il 1829 in stile neo-classico con un cospicuo finanziamento della Magnifica Comunità di Fiemme che cedette alla Ditta Riccabona un taglio di bosco perché fosse eretta una chiesa degna dell'Addolorata e tutta la gente della valle di Fiemme contribuì con generose offerte e con lavori manuali gratuiti. Sabato 14 agosto 1830 la solenne consacrazione venne officiata dal vescovo Carlo Giuseppe Riccabona de Reichenfels, che era nato a Cavalese nel 1761, in occasione della sua visita in patria con grande presenza di popolo.
La Comunità di Fiemme, con delibera del 26 settembre 1859, assunse formalmente il patronato della chiesa dell'Addolorata, che mantiene tuttora.
La provincia autonoma di Trento, nel 1980, finanziò i restauri necessari e nel santuario furono installati allarmi ed antifurti. Nuovi restauri si sono realizzati alla fine del secolo.
La chiesa, regolarmente officiata, è considerata un santuario mariano.

## Descrizione

### Esterni

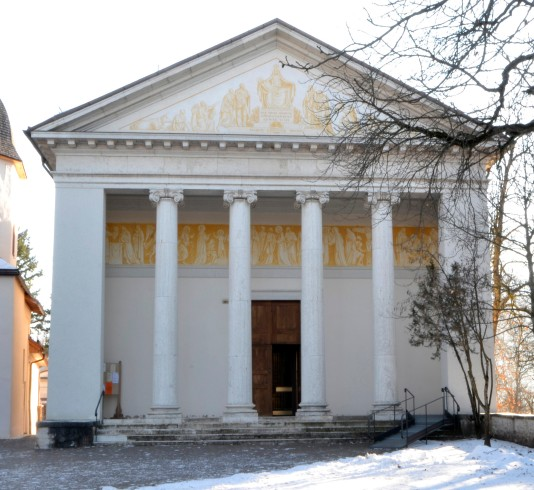

Il santuario è stato edificato in stile neoclassico e mostra l'orientamento tradizionale verso est. Si trova all'interno dello storico parco della comunità ed è posizionato accanto alla pieve di Cavalese,  la chiesa di Santa Maria Assunta.  La facciata ha un pronao con quattro colonne di ordine ionico che reggono il grande frontone triangolare con l’immagine della Pietà decorata tra nel 1940 dal pittore Vittorio Melchiori (Trento 1891-1951) su commissione della Magnifica Comunità di Fiemme; sotto l'immagine della Pietà una scritta recita:  Divae Virgini Dolorosae / Comunitas Flemi dicavit (La Comunità di Fiemme dedicò alla Santa Vergine Addolorata) con data e stemma. Il pronao, elevato su una scalinata di cinque gradini, è coperto da un soffitto piano a cassettoni in gesso con decoro floreale; al centro della facciata c'è un ampio portale architravato; decorata a graffito anche la parte sovrastante il portale con una larga fascia in cui figurano scene della vita di Gesù: Presentazione di Gesù al Tempio, Fuga d’Egitto, Gesù tra i dottori, Gesù consegnato da Giuda, Gesù incontra sua Madre durante la Via Crucis, Crocifissione e Deposizione.
Sui muri perimetrali si aprono tre finestre per parte a forma di mezzaluna. Sulla parete laterale sinistra, all'altezza quasi della porta della sacrestia della pieve, si apre un piccolo ingresso laterale di costruzione successiva.
Sulla facciata settentrionale vi sono due finestre a mezzaluna ed una finestra centrale ora murata. Il timpano settentrionale è decorato dal monogramma mariano.

### Interni

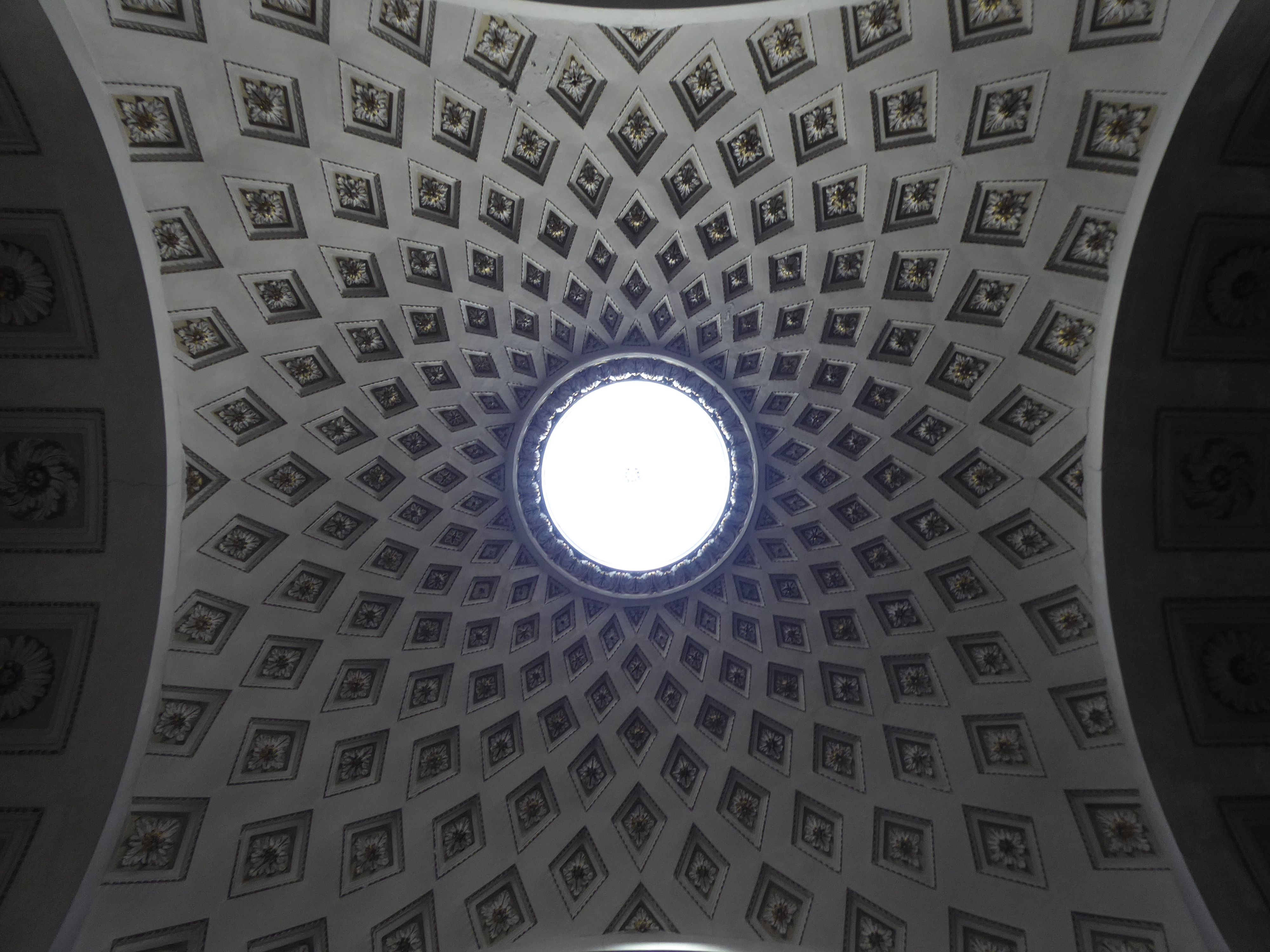
Volta a vela con lucernario

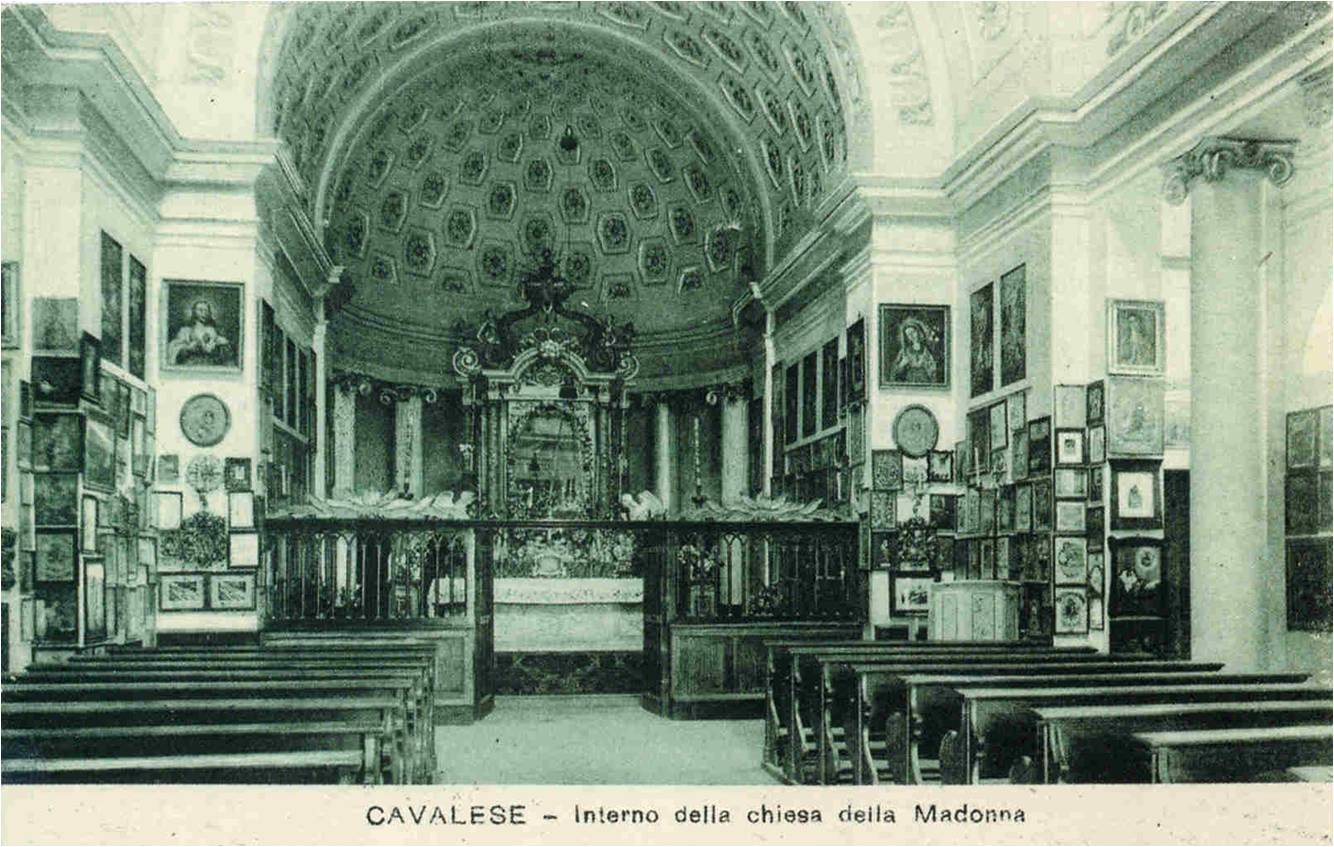
lnterno del Santuario dell'Addolorata agli inizi del Novecento

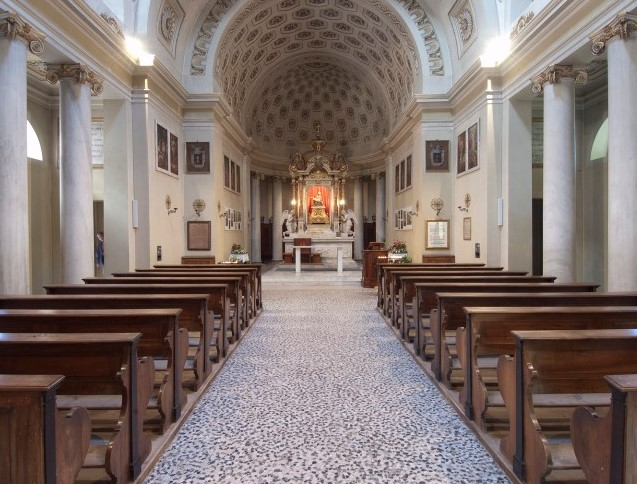
Interno del Santuario dell'Addolorata di Cavalese

La sala interna è costituita da una navata unica a pianta centrale con copertura a vela con soffitto a cassettoni in gesso con motivi geometrici e floreali e con lucernario. La navata è delimitata lateralmente da quattro colonne ioniche libere per lato, sorreggenti un cornicione corrente modanato. Oltre i due colonnati si sviluppano altrettanti ambulacri coperti da soffitto piano; lungo i lati brevi di tali ambienti si trovano gli ingressi laterali (lato ovest) e due nicchie ospitanti statue. Sopra il cornicione si sviluppano nelle quattro direzioni le arcate a pieno centro che costituiscono l'imposta della grande vela centrale con lucernario.
Il presbiterio è preceduto da un'arcata a tutto sesto a cui si accede salendo due gradini; è delimitato da semicolonne e sul retro sono posizionati gli stalli lignei del coro. L'abside è semicircolare con esedra di sei colonne ioniche e un retrostante deambulatorio. Ai lati del presbiterio si trovano la sacrestia e ambienti di servizio. L’ambiente è sicuramente di grande effetto scenografico, con la collocazione centrale del monumentale baldacchino ligneo che accoglie la statua della Pietà.
Nel 1980 si è provveduto all'adeguamento liturgico del presbiterio: al centro di una pedana in marmo, si trova l'altare verso il popolo, fisso, a tavolo, in marmo bianco, a raso pavimento. Sui gradini dell'arco santo, a destra, è posizionato l'ambone ligneo. La sede, sempre in legno, si trova nel presbiterio, alle spalle dell'altare storico; è dotata di una pedana e completata da due sgabelli. Un piccolo tabernacolo cubico in metallo, posto sui gradini della predella dell'altare storico, funge da custodia eucaristica.

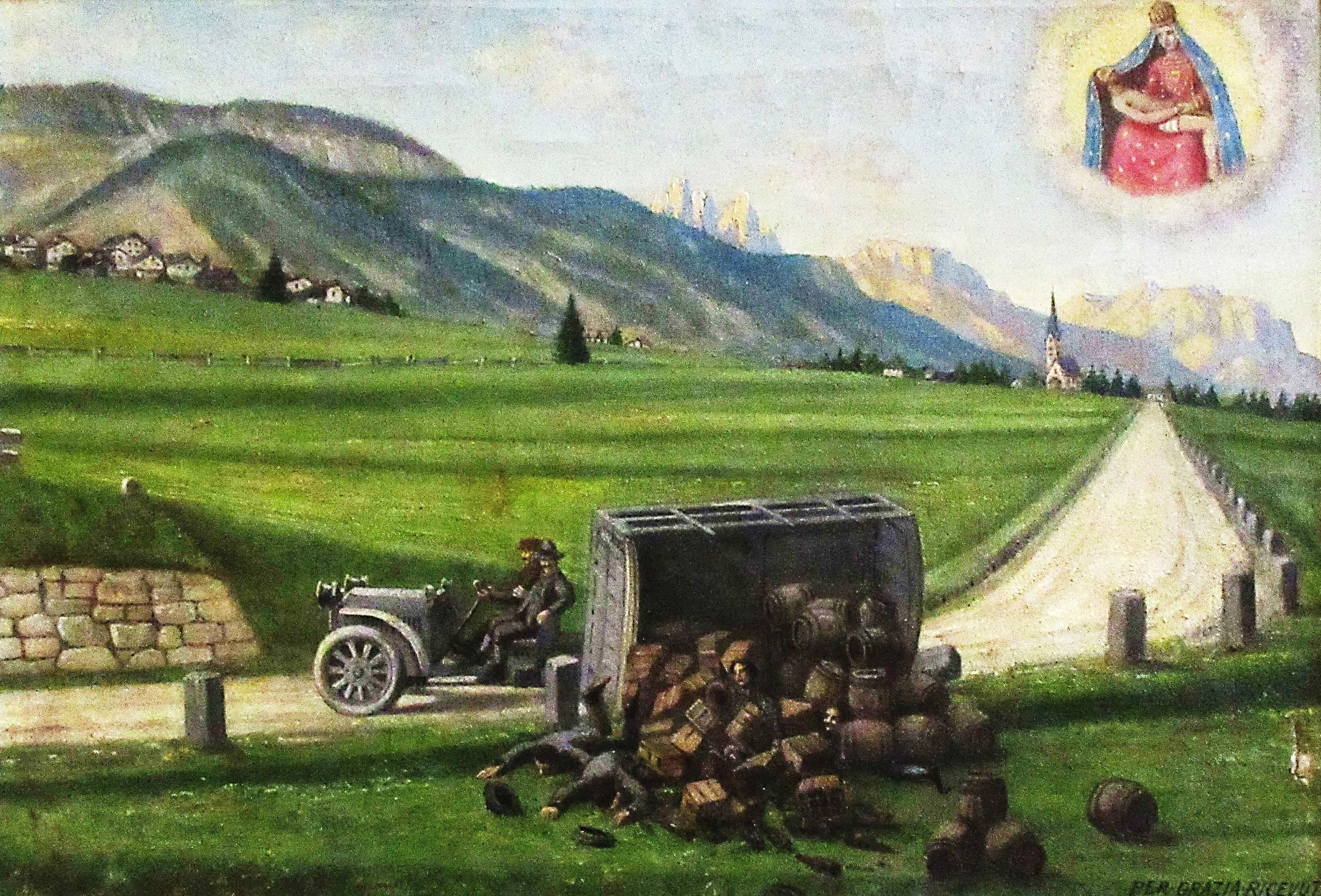
ex voto nel santuario dell'Addolorata di Cavalese

Sulle pareti del presbiterio sono appesi alcuni dei numerosissimi ex voto che fino a tempi recenti coprivano tutte le pareti del santuario offerti per grazia ricevuta negli infortuni sul lavoro e nelle guarigioni miracolose.
Il punto centrale della chiesa e lo scopo della costruzione è la statua della Pietà collocata in mezzo al presbiterio.
Nel Santuario sono conservati venti dipinti del 1816 di don Antonio Longo rappresentanti i Misteri del rosario: i cinque gaudiosi sono appesi nel deambulatorio di destra, i cinque gloriosi nel deambulatorio di sinistra, i cinque raffiguranti i misteri dolorosi sono posizionati sulle pareti prima dell'ingresso nel presbiterio e su quelle del presbiterio stesso, L'Epifania, Trasfigurazione, Ultima cena, San Michele, Angelo custode. 
Nei deambulatori laterali, circa a metà, si trovano in apposite nicchie due statue lignee, verniciate a finto marmo, raffiguranti Giuseppe d’Arimatea che ha in mano il vaso degli ungenti per la sepoltura di Gesù e di Nicodemo commissionate nel 1894 dalla Comunità di Fiemme allo scultore Giuseppe Jellico (Moena 1855-1915) e consegnate nel 1888.. 
Sul portone d'entrata c'è un grande quadro dell'Ultima cena di scuola fiemmese del secondo Seicento.Sopra di essa vi è il grande affresco della Crocifissione, datato 1941, opera del già citato Vittorio Melchiori commissionata dalla Comunità di Fiemme.
Prima di entrare nel presbiterio, che è un quadrato di metà lato rispetto all'aula, vi sono sulle pareti ai lati dello stesso in alto due belle tele del secondo Settecento di scuola Unterperger raffiguranti a sinistra un Busto di Gesù adolescente e a destra il Volto di Cristo coronato di spine. 
Fa parte dell'arredo della chiesa anche una Via Crucis a stampa, su originali dell'incisore Alessandro Mochetti (Roma 1760-1812), acquistata nel 1899 dal parroco don Luigi Bolner e posizionata nel deambulatorio absidale. In quelli laterali invece sono state appese le stampe a colori da dipinti di Casanova, con i Sette Dolori di Maria: Profezia di Simeone su Gesù, Fuga in Egitto della Sacra Famiglia, Incontro di Maria con Gesù lungo la Via Crucis, Maria ai piedi di Gesù crocifisso, Maria accoglie nelle sue braccia il corpo di Gesù. Negli stessi deambulatori vi sono all'interno sule pareti laterali quattro lapidi con scritte in latino del parroco don Bolner in ricordo della costruzione e della consacrazione della chiesa.

#### La statua della Pietà

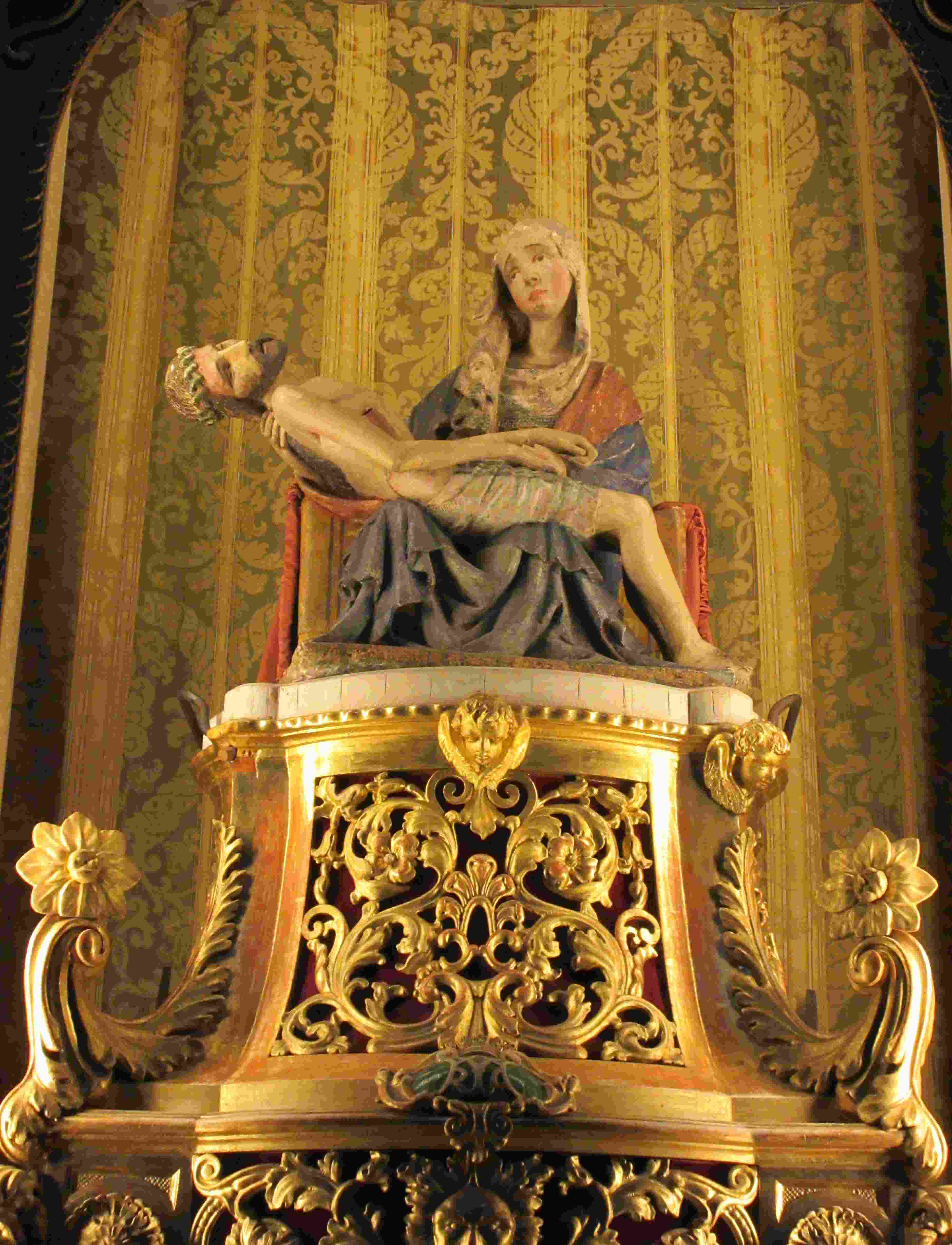
Statua della Madonna Addolorata del Santuario di Cavalese

La statua della Pietà è una scultura tardogotica (1420 ca.) realizzata con stucco duro, un impasto di alabastro locale macinato, calce e sabbia quarzifera, realizzata sul posto da un artista vagante austro-boemo e dipinta secondo l’usanza del tempo. La statua è meno grande di quanto si suppone vedendola: essa misura cm 75 in altezza. La statua è stata posta all’interno del Santuario nel 1830 dopo la consacrazione del nuovo edificio. L'effige miracolosa è anche chiamata Maria Vergine dei sette dolori ed era vestita di un abito, comperato nel 1802, di velluto rosso broccato d'oro con un manto violaceo tempestato di stelle che ne nascondeva le forme ed una corona d'argento dorato. Solo recentemente, spogliata degli ornamenti e del manto, si è potuto ammirare la delicata fattura, tanto che si decise di diffondere tra i fedeli l'immagine nel suo aspetto originario, senza le sovrastrutture che non corrispondono più ai gusti dei nostri tempi.
L'Addolorata è posizionata in una nicchia situata in una struttura opera di Francesco Zeni di Tesero del 1894 e posta su un baldacchino di legno intagliato dal fratello Valentino Zeni (Tesero 1819 - Panchià 1900) nel 1869. Attorno al baldacchino della Pietà si trovano quattro angioletti con in mano gli strumenti della Passione: i chiodi, una corona di spine, un cuore trafitto da una croce, un cuore trafitto da tre chiodi.
Ai lati del baldacchino vi sono le statue di due angeli realizzate da Antonio Rainalter. 
Alla statua della Pietà vengono attribuiti straordinari poteri taumaturgici, documentati dai numerosi “ex voto” esposti all’interno del santuario. La protezione dell’Addolorata venne collettivamente invocata nei momenti più drammatici della storia valligiana: per esempio nel 1797 allorché l’esercito francese minacciò di incendiare la borgata, ma anche ripetutamente in seguito in occasione di incendi, siccità, catastrofi naturali o epidemie.
Il 25 ottobre 1978 il santuario fu oggetto di un tentativo di furto e la statua della Pietà venne danneggiata e ridotta in 45 pezzi; la testa invece ed il volto risultarono pressoché integri. Dopo un sapiente restauro fatto da Ottorino Nonfarmale di Bologna, la statua, ritornata allo splendore di prima, è stata ricollocata nel santuario con una cerimonia solenne molto partecipata dai fedeli il 24 maggio 1980.

#### Il voto solenne

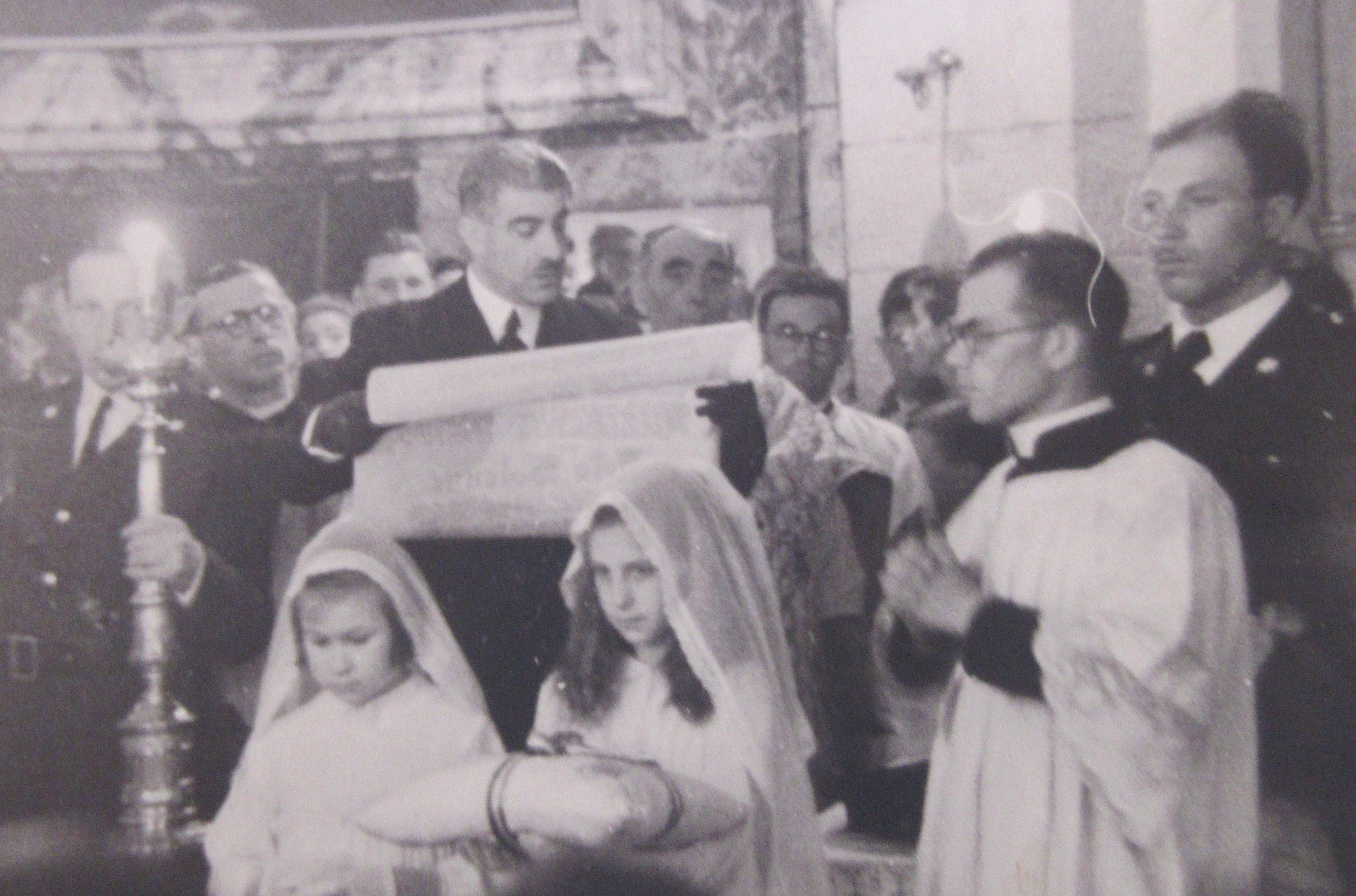
24 giugno 1944 volto solenne

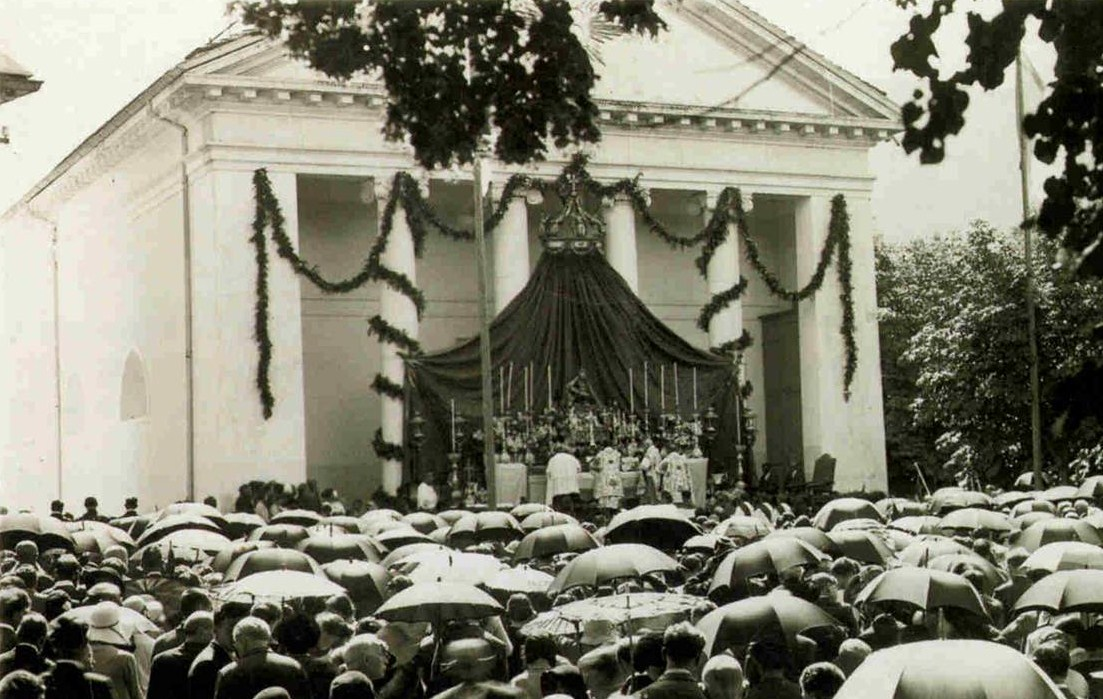

L’immagine è tuttora molto amata dalla popolazione dell’intera Valle e il suo santuario è meta di numerosi pellegrinaggi. Davanti ad essa, in data 24 giugno 1944, si riunì la Magnifica Comunità Generale di Fiemme per esprimere voto solenne, affidando alla protezione dell’Addolorata tutte le genti di Fiemme. Il testo del voto è esposto sulla parete sinistra del santuario, vicino all’altare. La formula votiva fa espresso richiamo alle tradizioni dei padri, che nei momenti di grave pericolo e di pubbliche calamità erano soliti affidarsi alla Regina dei Cieli per impetrare protezione e soccorso divino e scrive che il voto è stato fatto “per impetrare la divina protezione sopra i soldati al fronte o nei campi di concentramento, auspicando un felice ritorno alle loro famiglie e per chiedere la grazia di risparmiare la valle dagli orrori della guerra”. In esso si promette “una piena esecuzione di opere per onorare la Madonna e il suo Santuario nell’immediato dopoguerra, quale segno tangibile di imperitura riconoscenza e quale pegno di quella fede che dovrà segnare il passo dei nostri figli e generazioni venienti”. Segue l’elenco delle opere, ossia: 1) Solenne processione di ringraziamento con intervento di tutte le rappresentanze religiose e civili dei Comuni della Valle. 2) Celebrazione ogni cinque anni nella terza domenica dei settembre di una Messa solenne nell’arcipretale di Cavalese. 3) Dotazione della Pieve di un nuovo altare maggiore, con servizio relativo di sei candelabri. 4) Dotazione alla Cappella dell’Addolorata di: un organo liturgico a due tastiere, un gonfalone, un apparecchio completo per Messa solenne.” Alla fine della guerra nel 1945 venne celebrata la messa nel parco della Pieve pieno zeppo di fedeli venuti a piedi da tutti i paesi di Fiemme e venne fatta una grandiosa processione con la statua della Madonna Addolorata.
Con questo voto solenne la valle si impegnava ad attuare la “levada ordinaria”, vale a dire a portare in processione per le vie di Cavalese la statua della Madonna Addolorata alla scadenza fissata ogni 25 anni, col rinnovo del voto solenne. Si faceva una levada straordinaria tutte le volte in cui la collettività si rivolgeva speranzosa a Maria affinché intervenisse nei periodi di difficoltà: nel 1832, nel 1839, nel 1849 e nel 1881 durante una terribile siccità; nel 1836 e nel 1855 a causa del colera. La valle ha sempre onorato questo impegno, ma con cadenza meno rigida e più o meno decennale. L’ultima “levada” è avvenuta il 18 settembre 2016.

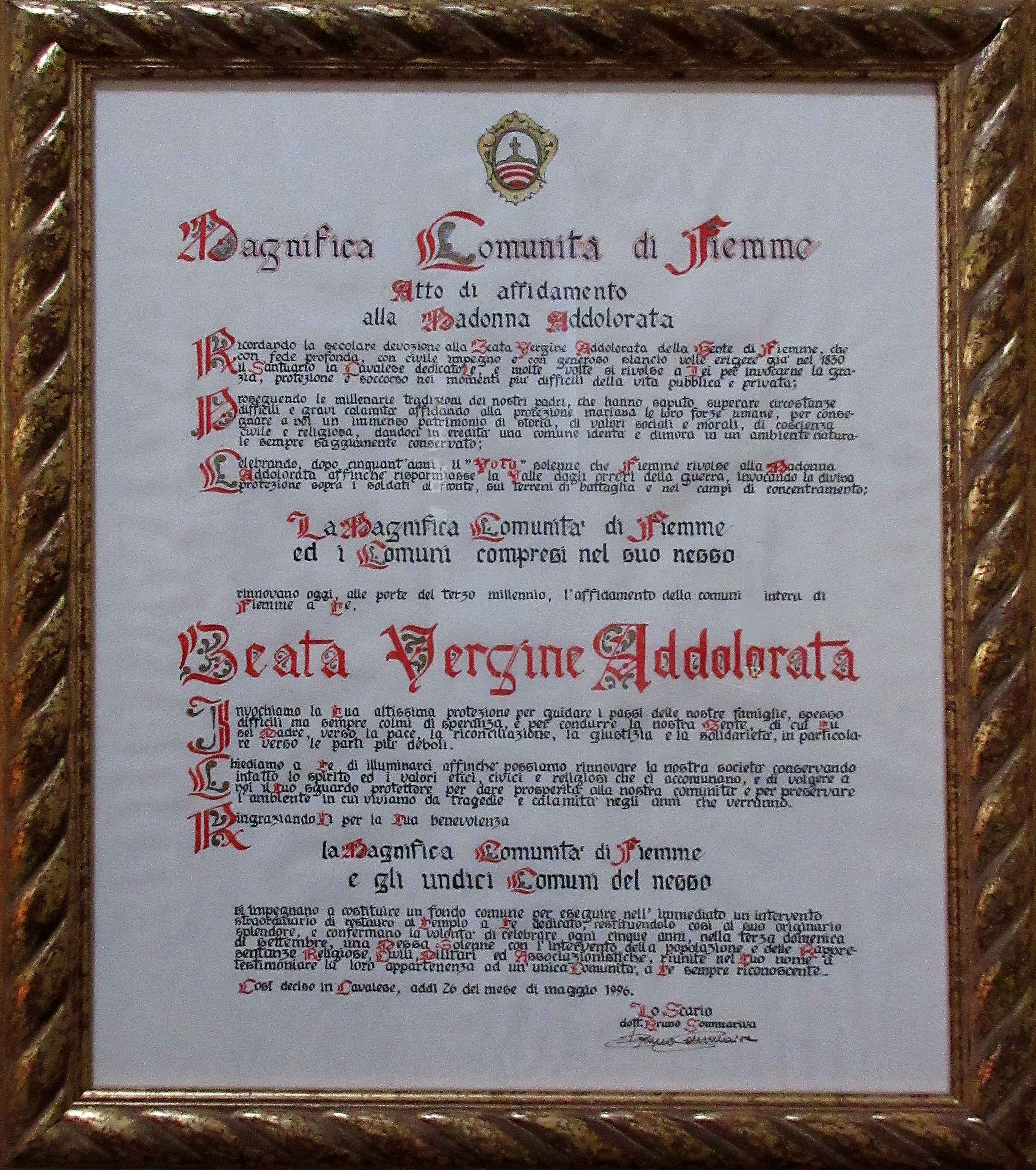
Rinnovo del voto della Comunità di Fiemme il 26 maggio 1966

Il voto è stato solennemente rinnovato in data 26 maggio 1996 in occasione del cinquantesimo anniversario del primo voto e sottoscritto dallo Scario dott. Bruno Sommariva. La pergamena originale è collocata a destra all'ingresso del presbiterio. In tale occasione venne fatto un restauro del santuario con un finanziamento della Magnifica Comunità di Fiemme, dei Comuni e delle Casse rurali di Fiemme.
Il 18 settembre 2016 a Cavalese si è celebrata la festa votiva con la Messa solenne in onore della Madonna Addolorata, officiata da tutti i sacerdoti del decanato di Fiemme in occasione del settantesimo anniversario del voto solenne. La cerimonia è stata preceduta dal saluto dello Scario della Magnifica Giacomo Boninsegna e del sindaco di Cavalese Silvano Welponer. Molte le autorità civili e militari presenti in rappresentanza di tutti i Comuni, mentre i canti sono stati eseguiti dai cori parrocchiali riuniti della valle.
Nel Giubileo del 2000 il Santuario dell’Addolorata è stato proposto dal vescovo di Trento come Chiesa Giubilare per il decanato e per tutta la diocesi. La festa del Santuario si celebra ogni anno la terza domenica di settembre.